# Sōma
Sōma (jap. 相馬市 Sōma-shi) – miasto w Japonii, na wyspie Honsiu, w prefekturze Fukushima. Ma powierzchnię 197,79 km². W 2020 r. mieszkało w nim 34 865 osób w 13 859 gospodarstwach domowych  (w 2010 r. 37 817 osób, w 13 211 gospodarstwach domowych) .

## Położenie
Miasto leży w północno-wschodniej części prefektury, graniczy z miastami:
- Minamisōma
- Date

## Historia
Sōma otrzymała status miasta 31 marca 1954.